# Santuario de Cuicuno
El Santuario de Cuicuno también conocido como el Santuario del Señor del Árbol es un templo católico ubicado en Cuicuno, provincia de Cotopaxi. Su estructura original data del siglo XVI, aunque el edificio ha padecido varias reconstrucciones debido a los terremotos y su apariencia actual se remonta a la década de 1980. El santuario es conocido por su advocación al Señor del Árbol.

## Leyenda del Señor del Árbol
Las diferentes versiones de la leyenda de origen del santuario varían en detalles menores. En general, según la tradición, un hombre llamado Domingo Barahona había venido desde Guápulo y adquirió unos terrenos en el lugar donde ahora se asienta el santuario y que originalmente le pertenecieron a la familia Rovayo. Al notar la escasa vegetación en dichos terrenos, Barahona trajo algunos árboles de quishuar o kishwar desde las faldas del Iliniza. Los árboles además de ser una fuente de leña proveerían de sombra a sus rebaños. Tiempo después, sospechando que el más grande y frondoso de estos árboles era utilizado como refugio por los cuatreros, decidió derribarlo a hachazos. Al cortar la primera rama, en ese mismo punto del árbol, descubrió una figura tallada de Cristo crucificado.

La siguiente cita ilustra con más detalle la escena de la leyenda:

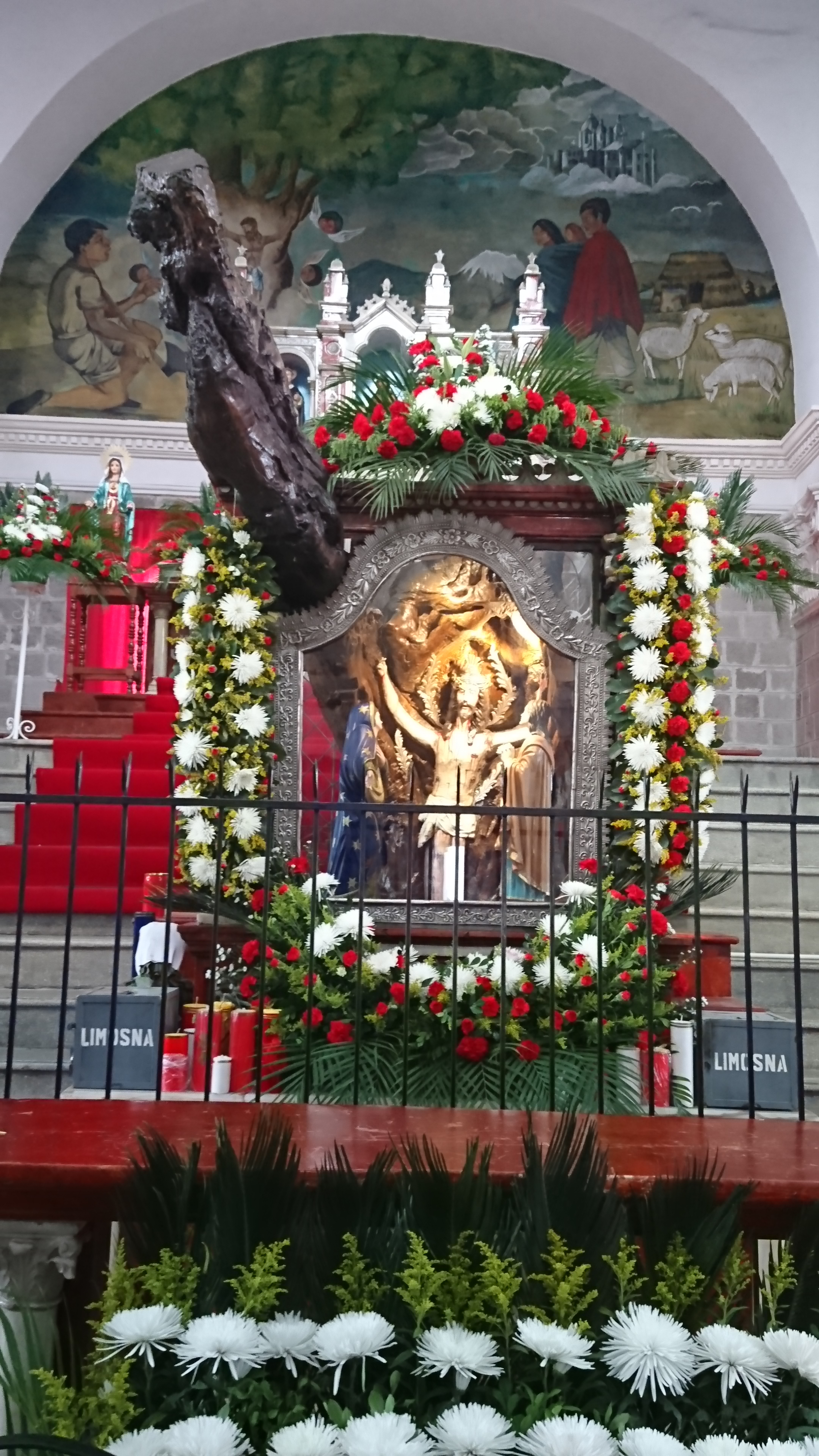
Señor del Árbol, junto al altar de la iglesia.

Cuando una tarde se apareció un señor, que con la misma velocidad que apareció, desapareció. Entonces, ¿qué dijo él? este es el ladrón. Entonces cogió su hacha y se fue en camino al árbol. [...] Medio molesto, botó una rama y cuando se agachó a recoger la rama, escuchó alguien como que lloraba, como que le dolía, a una persona sufrida. Entonces, vio la imagen del Señor Crucificado, en la parte donde le cortó la rama. [...] Él vio, se asustó de ver al Señor tan sufrido, que le chorreaba sangre de todas partes, de la nariz, de las manos, de todas partes. Entonces se asustó y fue a llamar a su esposa y a llamar a sus hijos para que también vean, y, en efecto, ellos también vieron y comenzaron a... [...] a llamar a la gente y fueron a comunicar al Obispo para que venga a ver, y bueno, dé el veredicto de que es verdad.
[...]
Al poco tiempo comenzaron grandes milagros... Entonces, ya vieron que el Señor era milagroso.

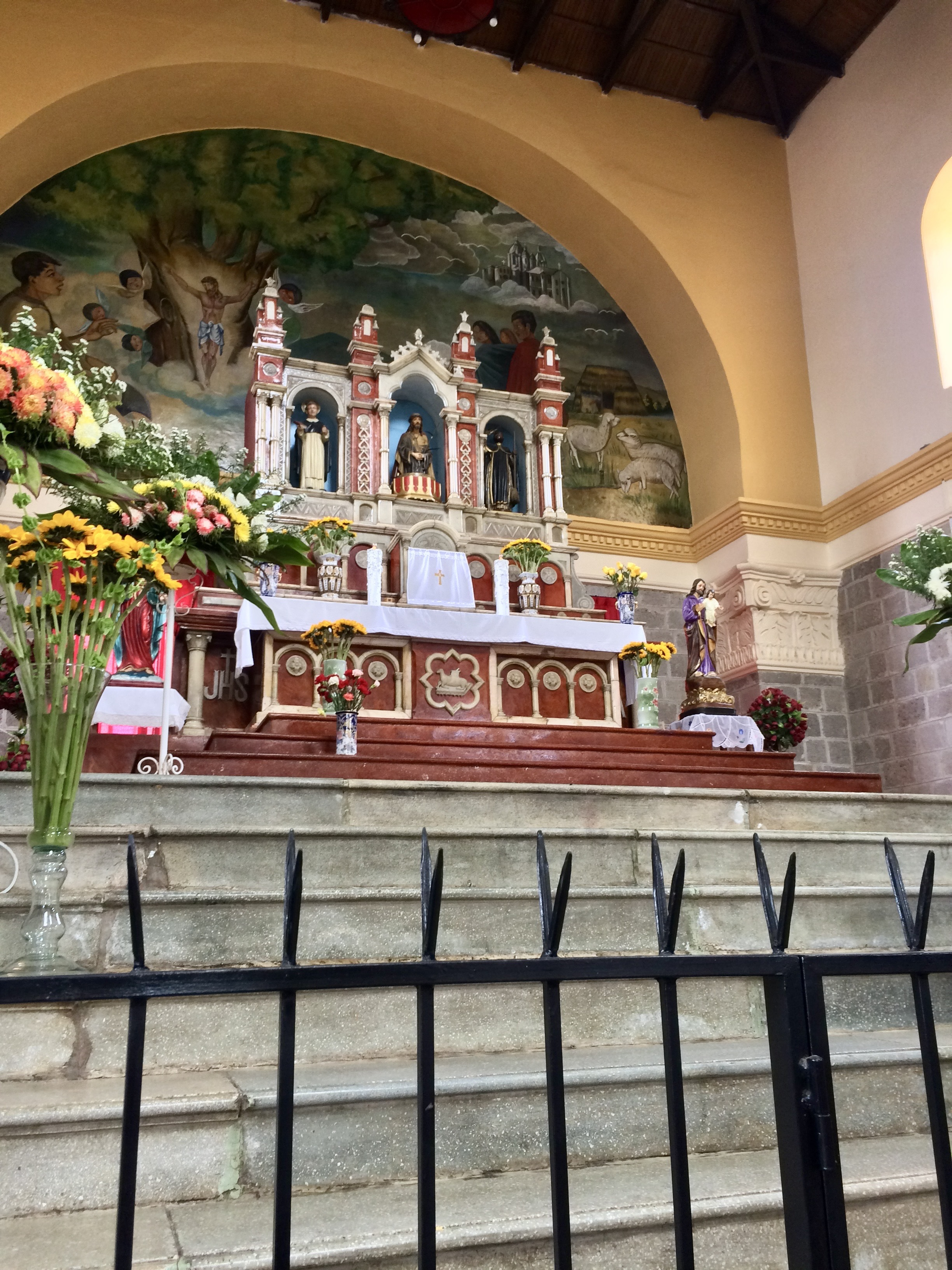
Altar al interior del templo.

Esta imagen es el Señor del Árbol, que todavía se conserva al interior del santuario.

## El templo actual
El templo actual es la sexta reconstrucción llevada a cabo por el padre Custorgio Sánchez
. Luego de un terremoto, en 1986 se tuvo que reconstruir la parte central y se añadieron las torres En su interior se encuentra la imagen del Señor del Árbol del que habla la leyenda.

## Milagros y exvotos
Los devotos del Señor del Árbol le han atribuido una serie de milagros. Como se refleja en la entrevista recogida en el libro de Hidalgo Alzamora:
Hay muchísima gente de todas partes con la devoción al Señor, se paran aquí: que le ha pasado esto, que le ha pasado este otro [...]. Una vez que se terminan las misas, del domingo por ejemplo, ellos no se van, si no han pasado delante del Señor... Vienen los enfermitos, los niños, hasta hacen que les soben con la ropita.
En el corredor que lleva a la entrada lateral del santuario se puede apreciar una serie de pinturas donadas por devotos que ilustran algunos de los milagros atribuidos por ellos al Señor del Árbol:

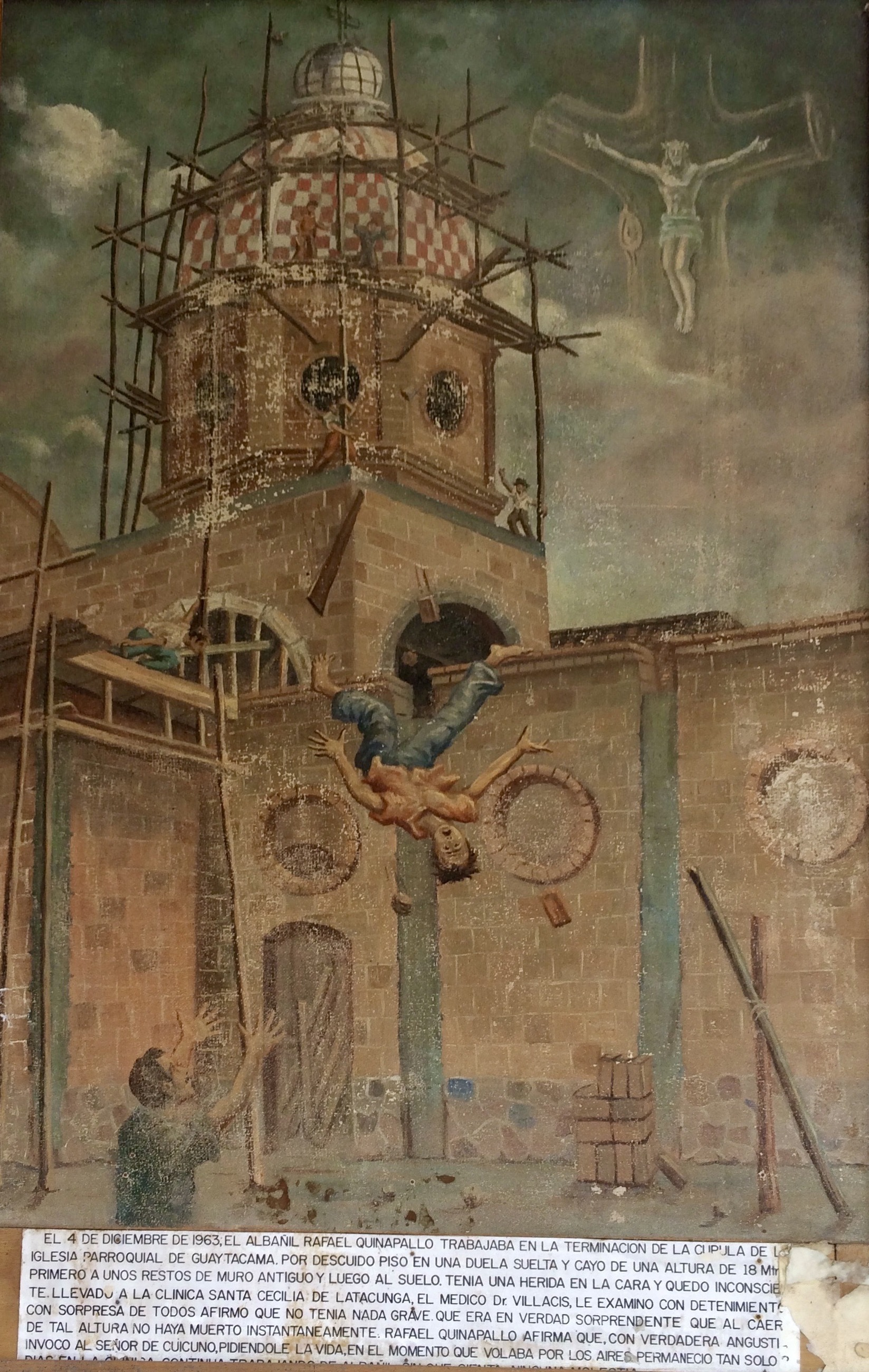
Exvoto. Un albañil sobrevive tras caer de la torre de la iglesia parroquial en 1963.
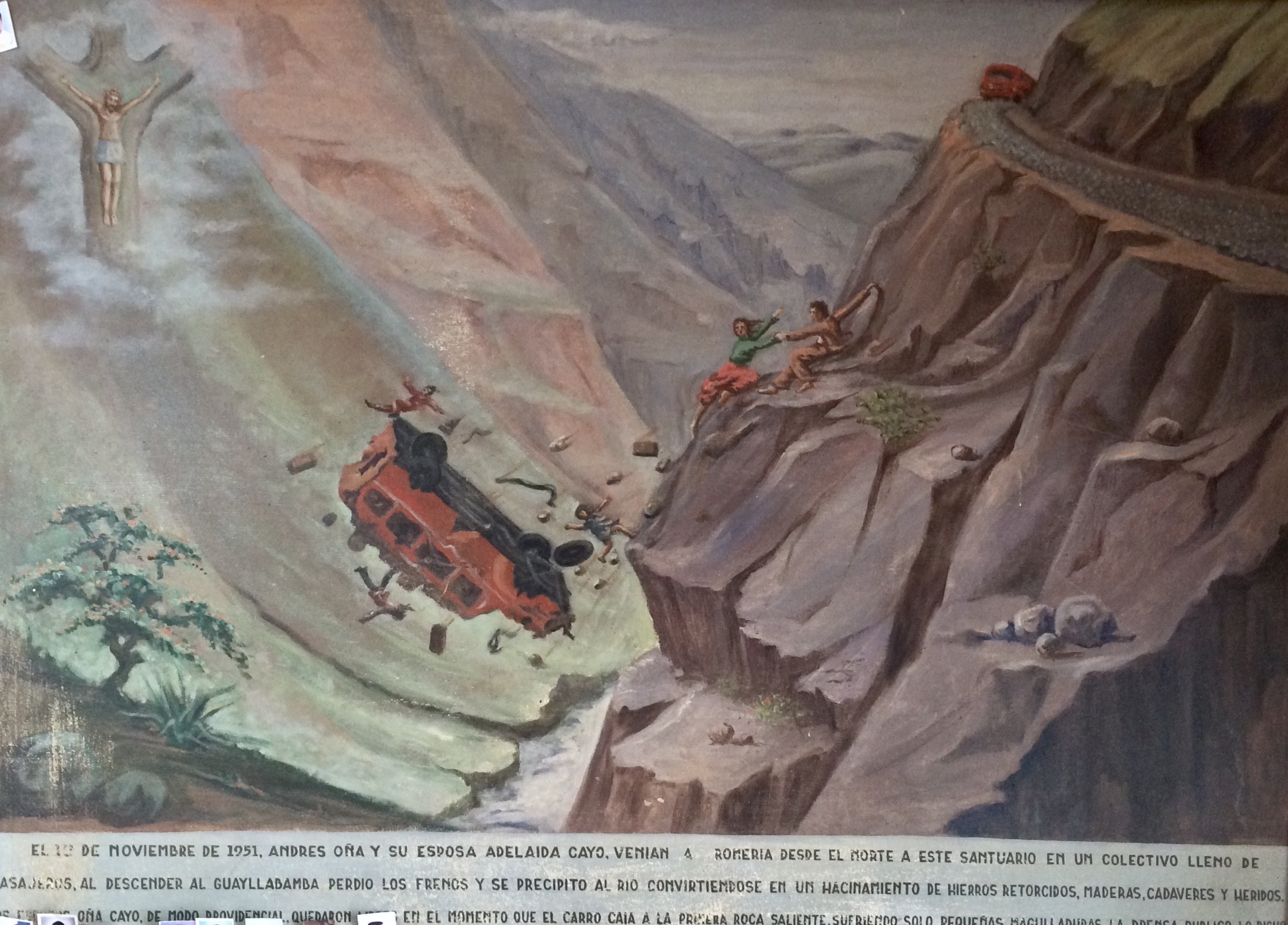
Exvoto. Una pareja de esposos sobreviven luego de que su bus cae al precipicio en 1951.
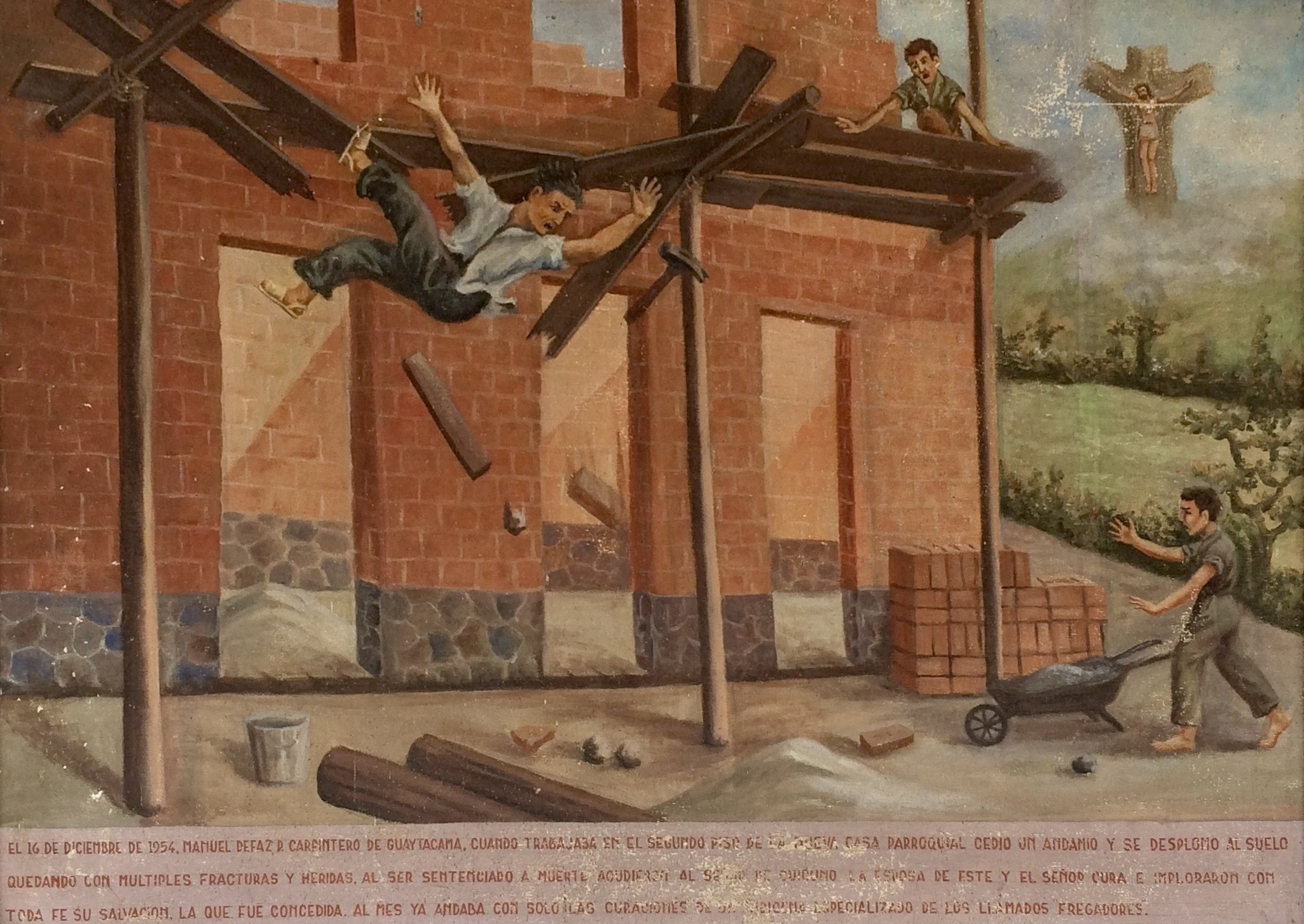
Exvoto. Un carpintero se salva luego de caer del segundo piso de una casa parroquial en 1954.
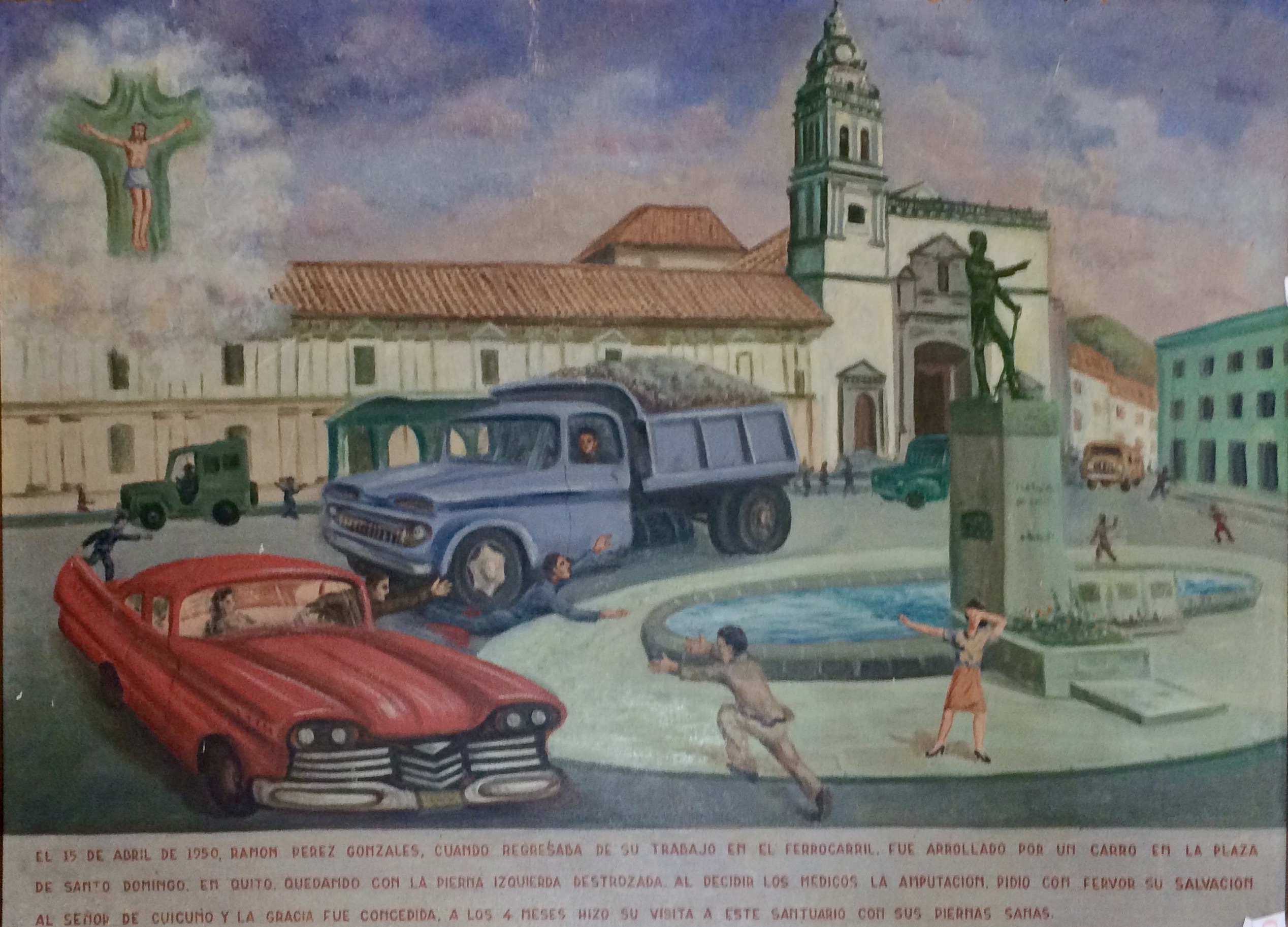
Exvoto. Persona se recupera luego de un accidente en la plaza de la iglesia de Santo Domingo en Quito en 1950.

También se hacen peregrinaciones al santuario.

## Galería

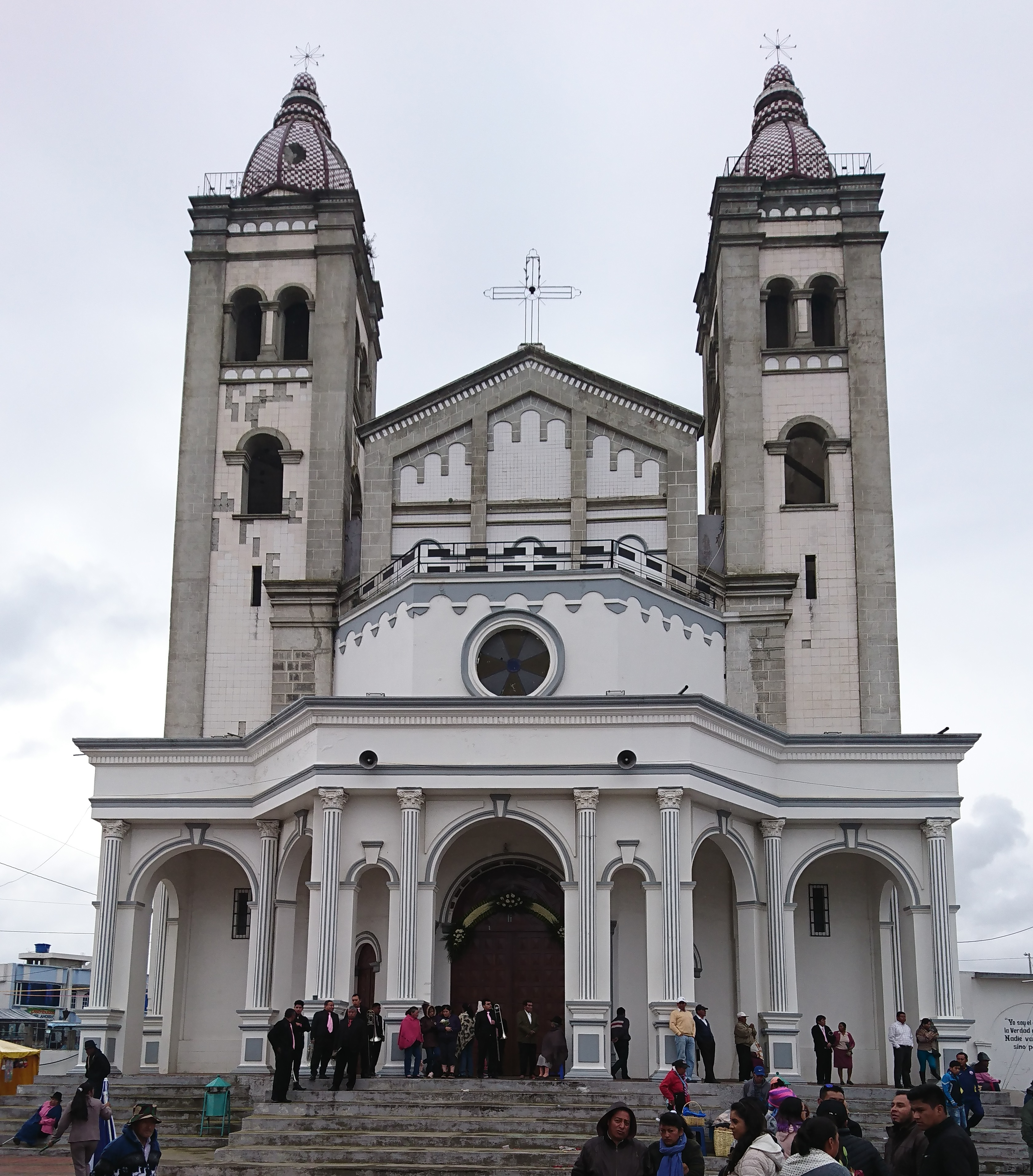
Fachada del templo.
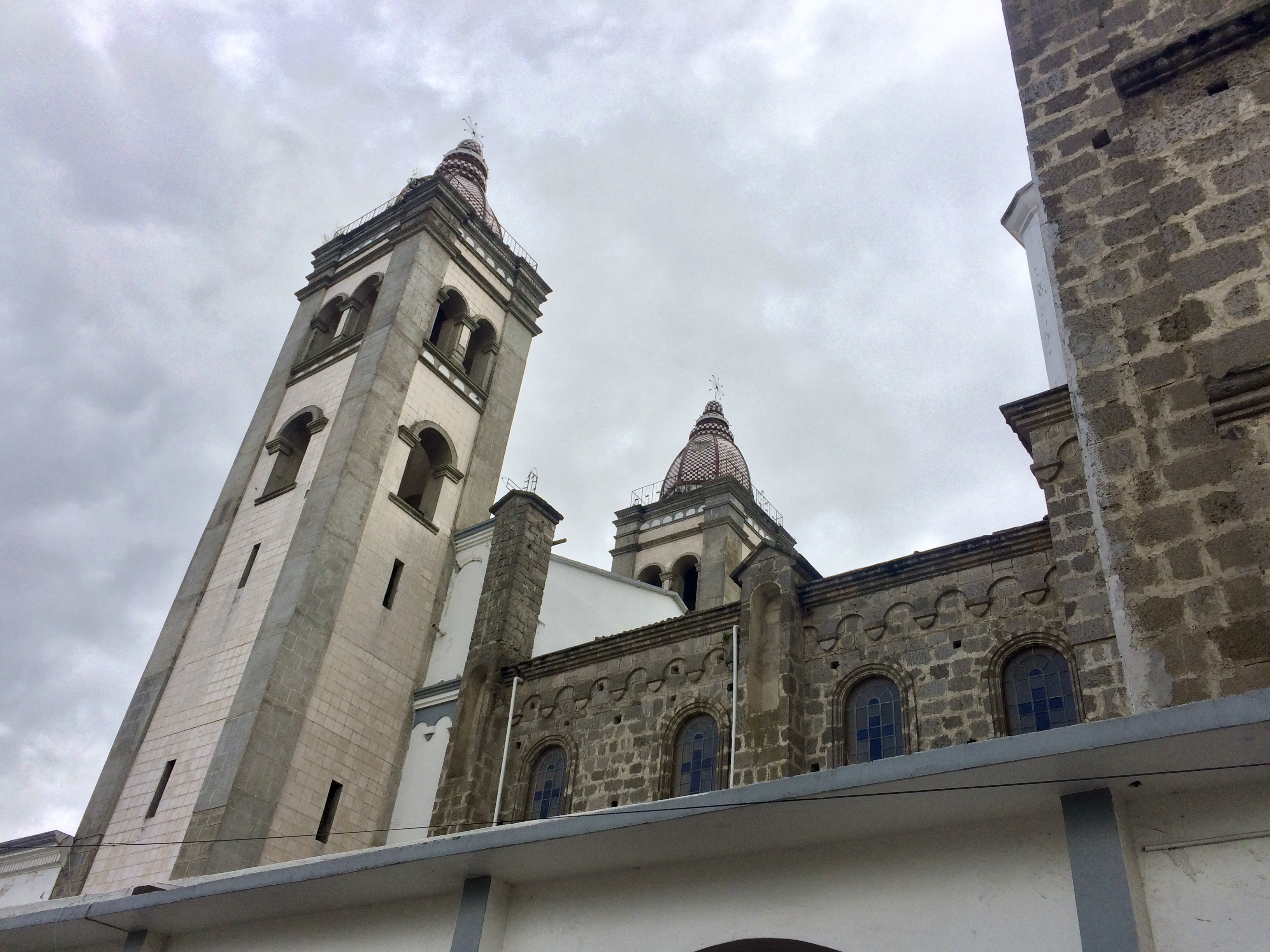
Vista lateral, del lado de la arcada con los exvotos.
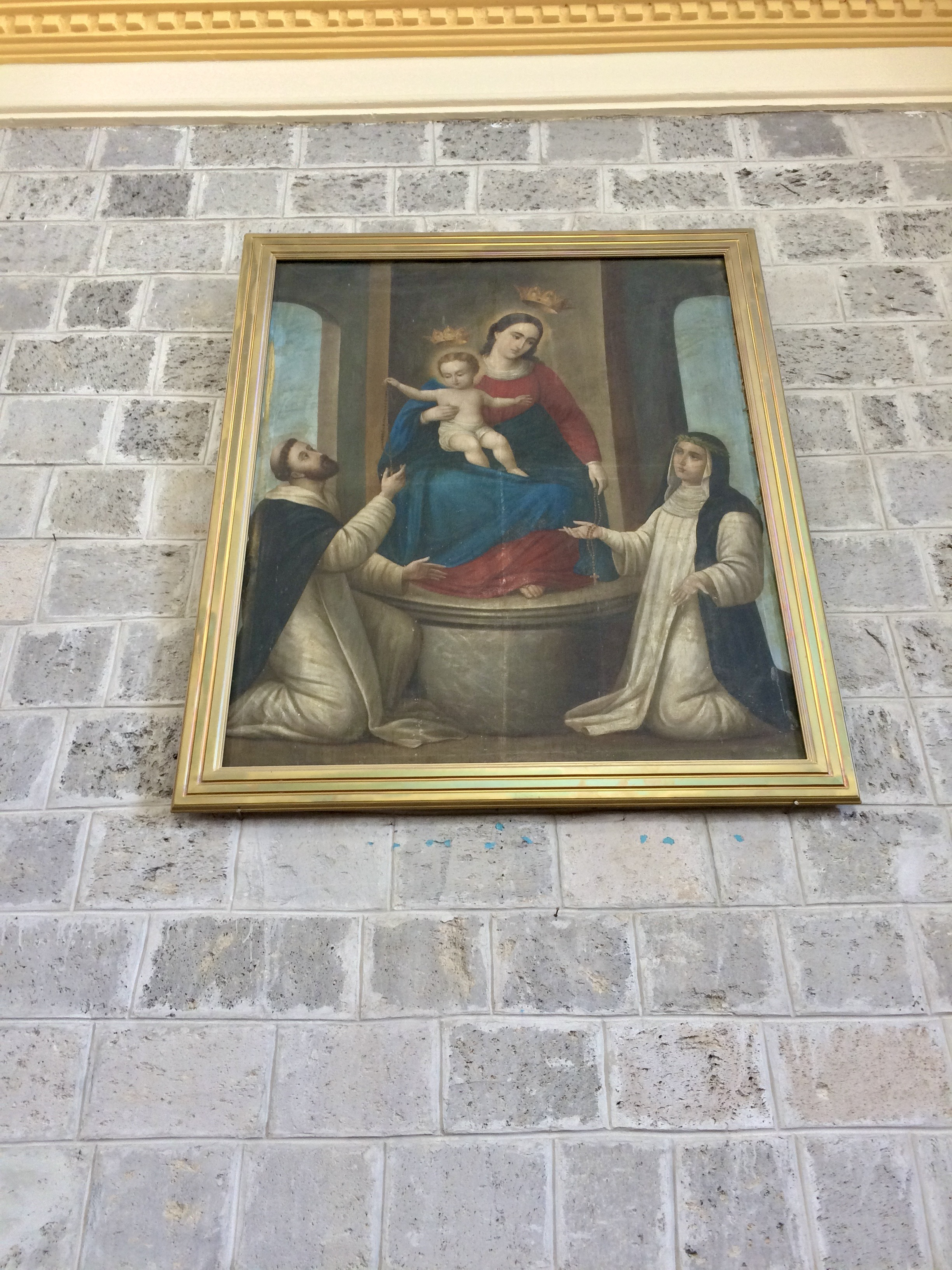
Pintura al interior del templo. Las paredes están recubiertas de piedra pómez.
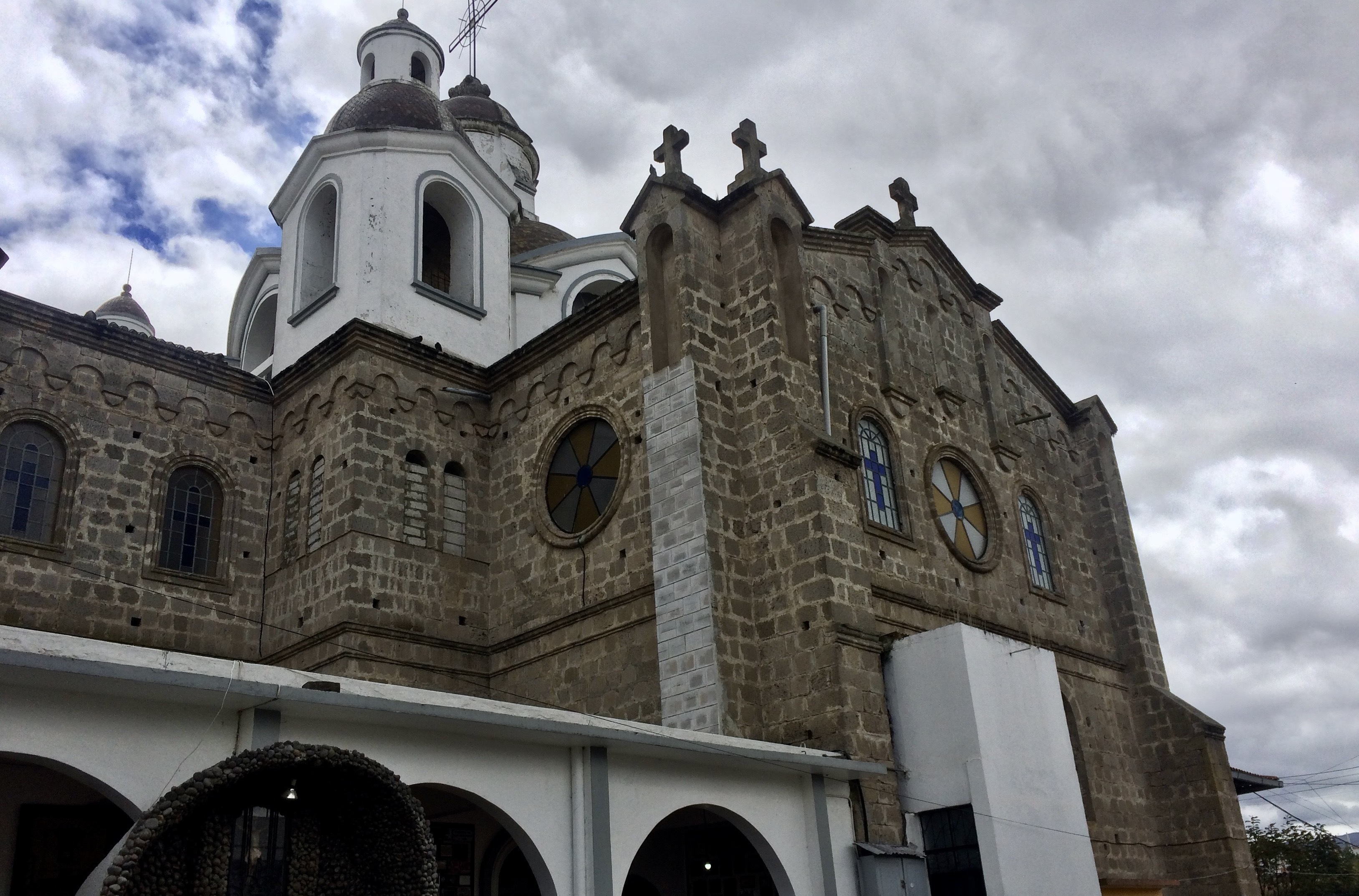
Vista exterior del transepto, con la arcada de los exvotos y la entrada lateral.